# 沖縄県道128号線
沖縄県道128号線（おきなわけんどう128ごうせん）は沖縄県島尻郡南風原町喜屋武と津嘉山とを結ぶ一般県道。

## 概要

### 区間
- 起点：島尻郡南風原町字喜屋武（沖縄県道82号那覇糸満線・沖縄県道86号南風原知念線）
（実際の起点は南風原町字照屋）
- 終点：島尻郡南風原町字津嘉山（国道507号）
- 総延長：1.72km（実延長も同じ）

### 通過自治体
- 島尻郡南風原町

### 交差する路線
- 沖縄県道82号那覇糸満線（起点 - 南風原町照屋）
- 沖縄県道86号南風原知念線（南風原町照屋）
- 国道507号（終点）
  - 津嘉山バイパス（南風原町津嘉山）

### 重複路線
- 沖縄県道82号那覇糸満線（起点 - 南風原町照屋）

### 路線バス
1990年代に南風原線（初代、113番）が全区間通っていたが、今は路線バスが通っていない。

## 歴史
- 1953年（昭和28年）に琉球政府道喜屋武津嘉山線として指定。1965年（昭和40年）に政府道128号線となり、1972年（昭和47年）の本土復帰と同時に県道128号線となる。